# Domború fekvőtapló
A domború fekvőtapló (Fomitiporia punctata) a Hymenochaetaceae családba tartozó, kozmopolita elterjedésű, lombos és tűlevelű fák elhalt vagy meggyengült törzsén élő, nem ehető gombafaj. 

## Megjelenése
A domború fekvőtapló termőteste az aljzaton kissé kiemelkedő, némileg párnaszerű bevonatot képez, melynek hossza 10-40 cm, szélessége 4-8 cm, vastagsága 0,5-2,5 cm is lehet a fatörzs méretétől függően. A szélénél elvékonyodik, szorosan tapad az aljzathoz, nehéz leválasztani róla. Színe rozsdabarna, vörösesbarna, szürkésbarna vagy dióbarna. Konzolos alakja nincs. AZ idős termőtestek töredezettek lehetnek. 
Felső termőrétege pórusos szerkezetű. A csövek 1-5 mm mélyek, közvetlenül az aljzaton ülnek; legfeljebb 10, általában 3-7 réteg fekszik egymáson. A kerek vagy kissé hosszúkás, igen apró (5-6/mm) pórusok barnák, vörösesbarnák, idősen szürkésbarnák.
Húsa fás, kemény; színe rozsdabarna, növekedési rétegek láthatóak benne. Szaga és íze nem jellegzetes. Kálium-hidroxiddal fekete színreakciót ad.
Spórapora fehéres, világosbarnás. Spórája gömbölyded, áttetsző, inamiloid, mérete 3,2-7 x 3-8 µm.

### Hasonló fajok
A rozsdás fekvőtapló vagy a sötét réteggomba hasonlíthat hozzá.

## Elterjedése és termőhelye
Az Antarktisz kivételével minden kontinensen megtalálható. Magyarországon ritka. 
Meggyengült, beteg lombos fák (ritkábban fenyők) gyenge parazitája, azok ágain, törzsén található meg, többnyire hosszirányban, a talaj fölött valamekkora távolságra. Anyagukban fehérkorhadást okoz. A magas páratartalmú, vizes, mocsaras élőhelyet részesíti előnyben. Egész évben látható. 

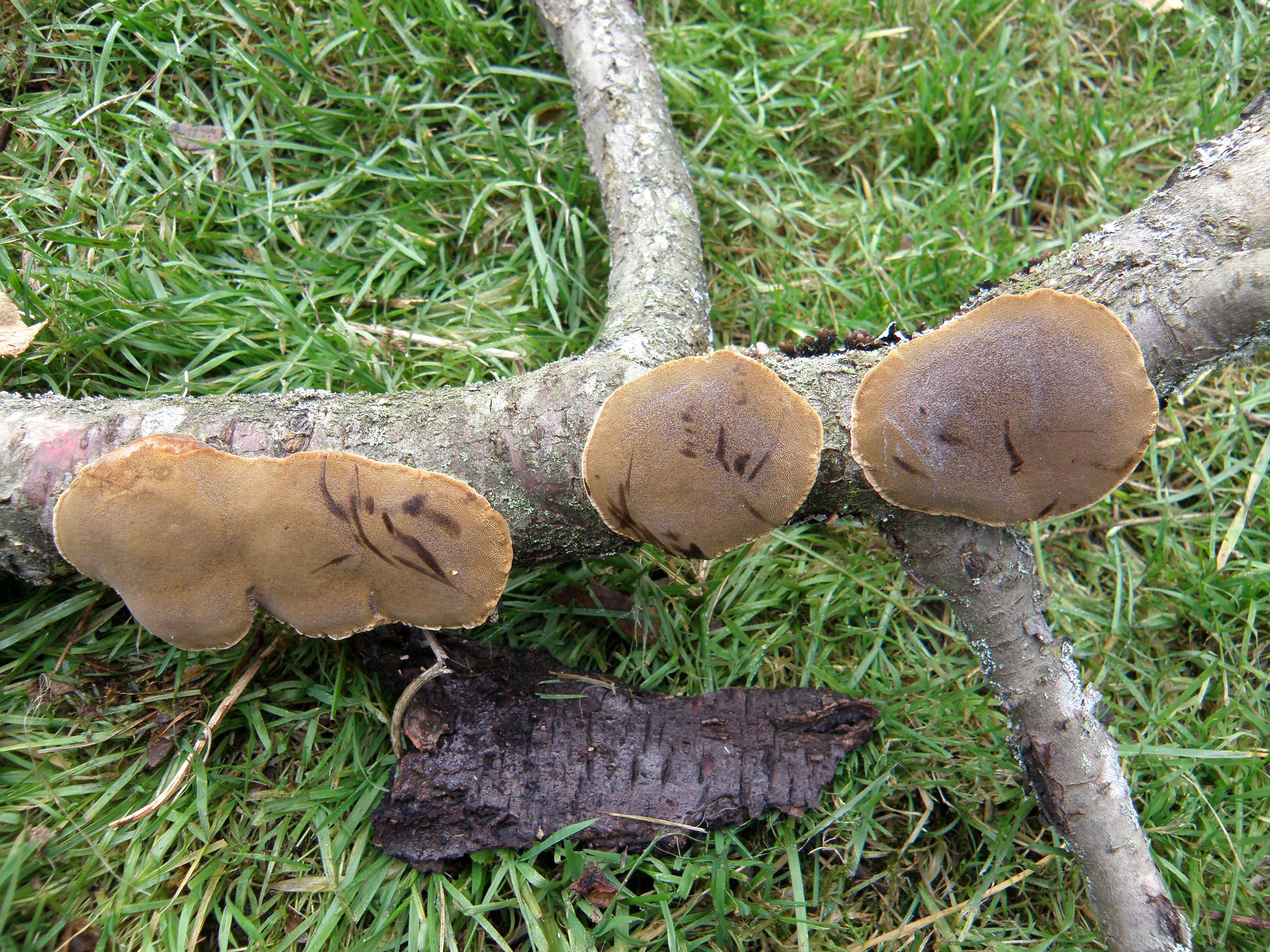
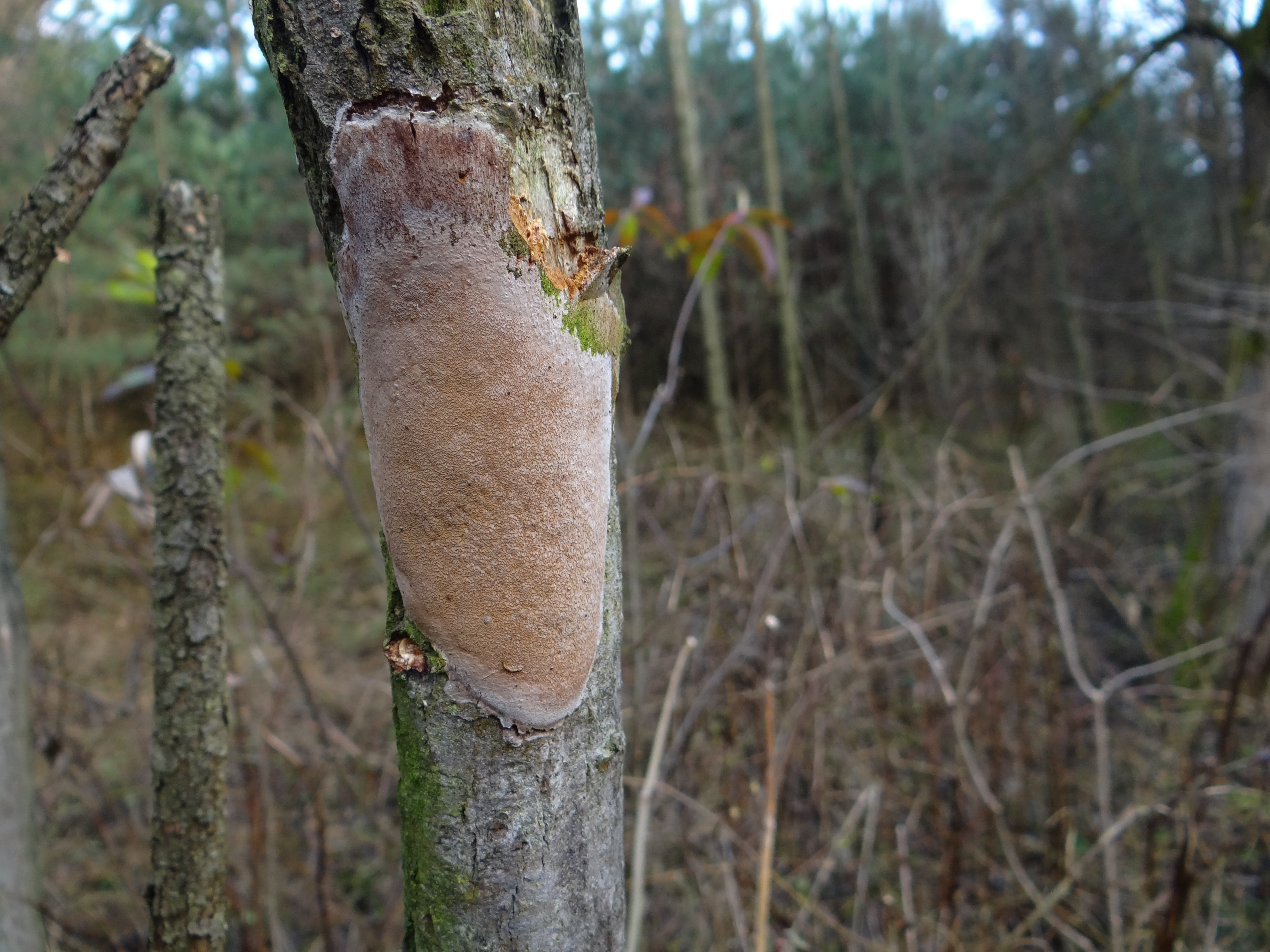
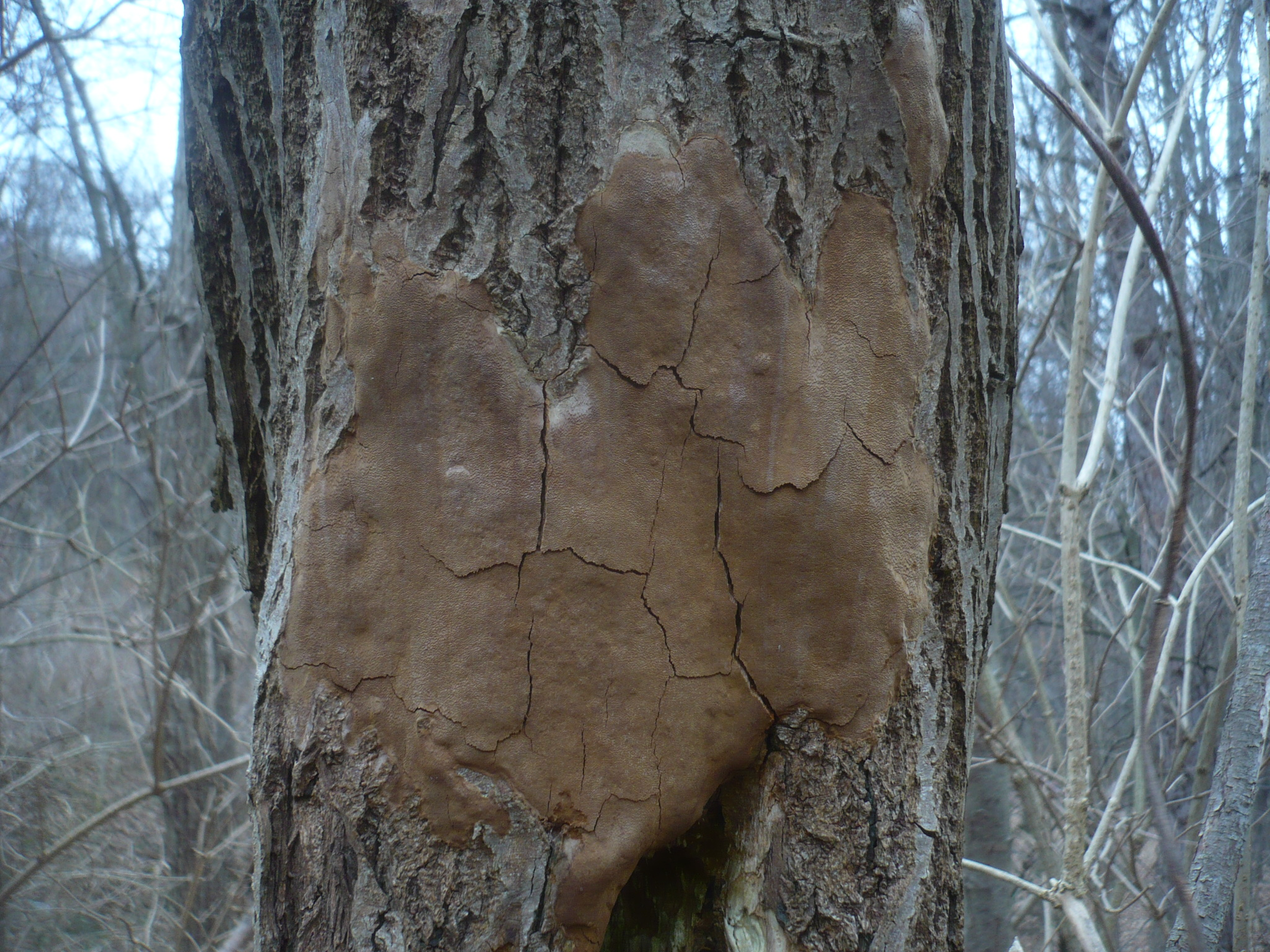
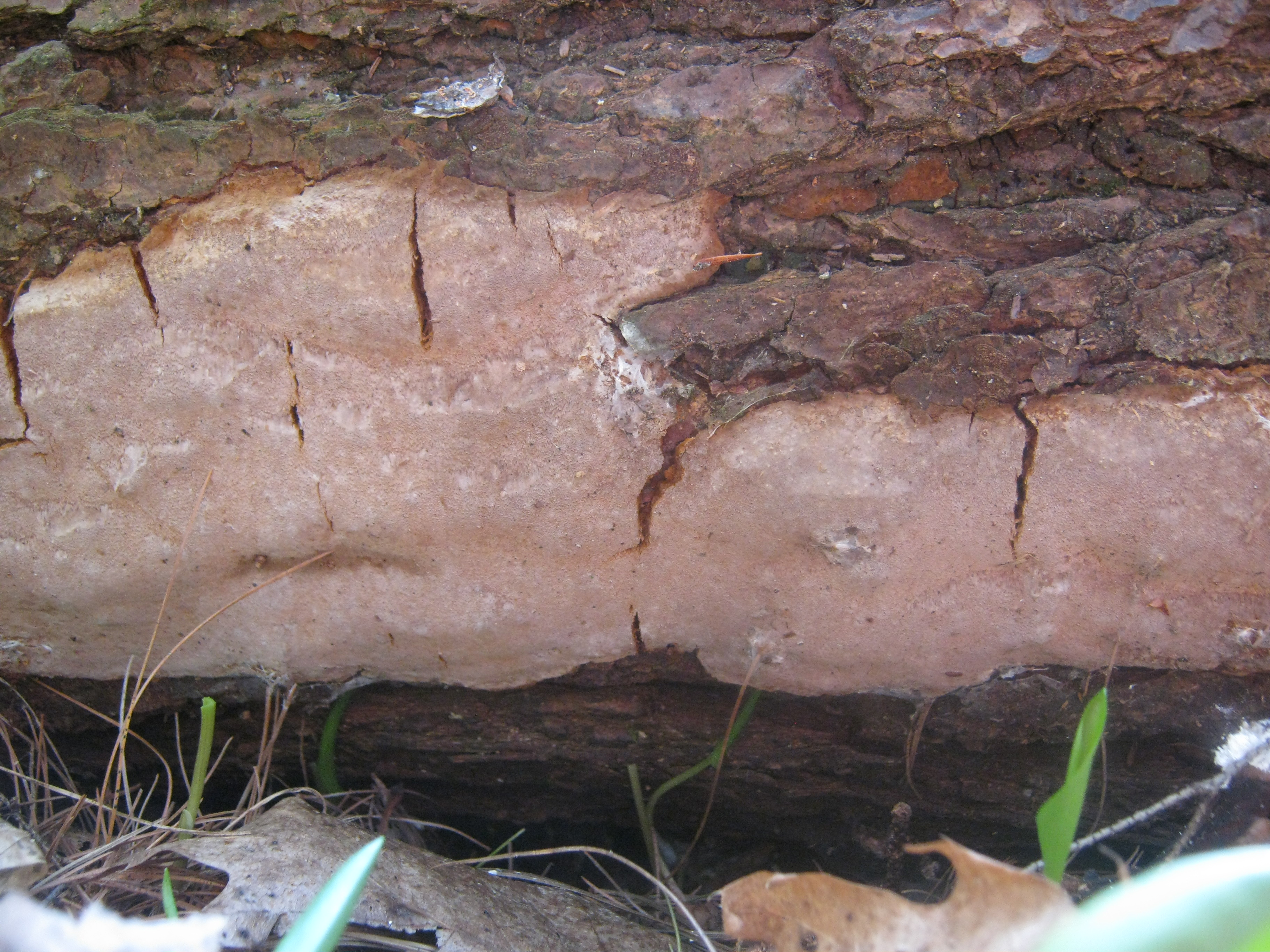
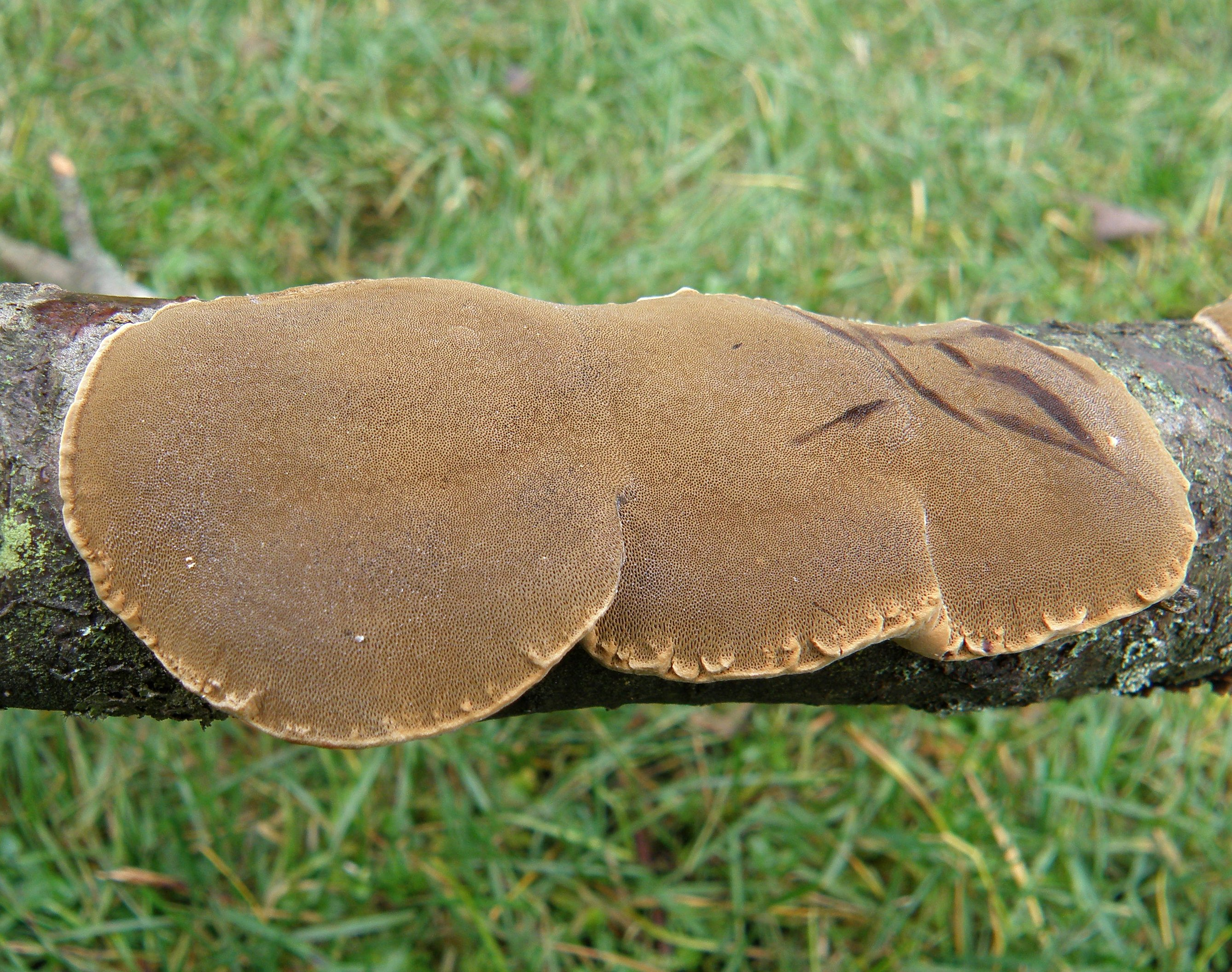

Nem ehető. 